# Fornell
Fornell är svenska, norska, franska, kanadensiska, brittiska, amerikanska och spanska släkter. 

## Äldre Fornåsa-släkten
Till denna släkt hörde Lars Fornelius, född 1606 i Fornåsa församling, död 1673 i Uppsala, fältprost hos Gustav II Adolf, bibliotekarie hos drottning Kristina, professor i Uppsala. Sonen Jonas Laurentii Fornelius (1635-1679) var astronom, matematiker och rektor för Uppsala Universitet. Dennes kusins sonson Jacob Fornell (1717-1769) antog 1736 namnet Fornell. Han var skeppsbyggmästare i Karlskrona och stamfar för den ännu levande äldre Fornåsa-släkten. Lars farbror Elias Fornelius, död 1682, blev 1668 kyrkoherde i Gryts församling, Linköpings stift sedan han gått med på att gifta sig med företrädarens änka (änkekonservering). Elias far var bonden Per Nilsson i Hycklinge, Fornåsa.

## Yngre Fornåsa-släkten
Till denna släkt hörde Eric J Fornell, född 1802 i Fornåsa församling (NV om Linköping), död 1870 som kontraktsprost i Näsby församling (Västerås stift). Han antog namnet efter födelseorten. Hans hustru var född af Flodin och var Tersmeden-ättling. Hans dotter Gertrud (1853-1875) gifte sig Nordblad och blev stammor till en månghövdad släktgren Nordblad. - På 1800-talet tillkom ytterligare en yngre Fornåsa-släkt. Det är tänkbart, att det (på kvinnosidan) finns ett släktsamband mellan alla tre Fornåsa-släkterna.

## Vånga-släkten Fornell
Släkten kom från Vånga, Norrköpings kommun (Skärblacka). Skräddarmästaren Emil Jonsson, född 1878 i Vånga och verksam i Stockholm antog (senast 1899) namnet Fornell. Sonsonen, professor Claes Fornell, född 1947 i Stockholm, fil dr i ekonomi i Lund, hedersdoktor 2009 vid Handelshögskolan i Stockholm, är sedan 1987 professor vid  University of Michigan, USA. Han sammanställer mycket uppmärksammad årlig statistik berörande konsumenternas allmänna nivå av belåtenhet. (Svenskt Kvalitetsindex samt ACSI, American Customer Satisfaction Index). Claes Fornells bolagsgrupp (CFI Group, Csat och Foresee Results) har ca 350 anställda i tio länder.

## Fornell i Småland
Bataljonspastorn vid Kronobergs regemente Johannes Fornell (1677, Urshult - 1729, Värnamo) medföljde Karl XII och blev 1709 krigsfånge vid Slaget vid Poltava. Efter Freden i Nystad 1721 släpptes han och kunde 1722 till Sverige återföra regementets nattvardskärl, som han omsorgsfullt bevarat. Han var kyrkoherde i Värnamo 1725-1729.
Jonas Fornell (1802-1851), var skomakarmästare i Kalmar. Sonen Johan August Fornell (1829-1885) var sångare vid Kungliga Operan. 

## Övriga namnbärare
År 2009 finns i Sverige 213 personer med Fornell som efternamn. Därav 40 i Linköping. Det finns således flera skilda Fornell-släkter, troligen utan inbördes släktsamband. De antog sina namn före namnlagen 1901, som förbjöd antagandet av ett redan befintligt namn utan släktsamband.  Svenskar med namnet Fornell har utvandrat till Norge och USA. År 2004 fanns i Norge tio personer med namnet Fornell. År 1963 fanns på Manhattan, New York fyra personer med namnet Fornell.
Den äldste säkert kände Fornell-personen var Odo Fornell, född ca 1074 i Fourneaux-le-Val, nära Falaise, Vallée de l'Orne, Collines de Normandie (mellan Caen och Argentan), Frankrike. Han tog sitt namn efter födelseorten. Årtiondena efter Slaget vid Hastings 1066, var det (i likhet med honom) många, som ville pröva lyckan i det erövrade landet. Odo Fornell dog i Fen Ottery, nära Exeter, Devon, England. Släkten Fornell spred sig över hela Storbritannien och Irland och vidare till USA.
Senare synes den kvarvarande franska ätten Fornell ha bott huvudsakligen nära Angers, Anjou, Frankrike. Åren 1600-1900 var det många ättemedlemmar som flyttade till fransktalande Québec, Kanada. Vapenskölden visar en röd behornad hjort på en gräsbeväxt kulle, alltsammans mot en gul bakgrund. Flera alternativa stavningar av namnet förekommer i dessa länder.
I Skottland finns en stor Fornell-släktgren. Troligen i samband med att Menorca  blev brittiskt 1708 flyttade delar av släkten till denna ö i Medelhavet. Menorca tillhör Spanien sedan 1802. Fiskebyn Fornells på norra Menorca har blivit en omtyckt turistort, som årligen besöks av kungen Juan Carlos på dennes segelturer. Den skotska släktgrenen Fornell lade grunden till en hotellkedja "Fornells" i bland annat Spanien och Skottland. Dessa hotell tycks ej längre tillhöra släkten, men namnet lever kvar.
I NCIS (TV-serie) finns en återkommande rollkaraktär vid namn FBI Special Agent Tobias C Fornell. Tydligen finns i USA ganska många personer med namnet Fornell. Om man på engelska Google letar på  "-nell, names on" får man 94 miljoner träffar. Arnell, Carnell, Darnell, Fornell, Parnell, Pernell, osv förekommer som förnamn eller som efternamn väldigt ofta i USA, men betydligt mera sällan i Sverige. 
Behovet i Sverige av ett särskiljande namn som Fornell uppstår ofta först, när någon lämnar bondbyn och sitt gamla  -son-namn och flyttar till en stad och ett nytt yrke. Ifall någon annan i släkten redan påbörjat denna klassresa, ligger det nära till hands, att haka på och använda samma efternamn. I en gammal, stor bondby är alla mer eller mindre släkt med varandra. Ej sällan är det någonstans på kvinnolinjen, som släktsambandet finns på avstånd, men där det finns flera mellanliggande led med andra efternamn. För släktforskare innebär det en riktig utmaning, att bena ut sådana komplicerade släktsamband, se till exempel Gavelius, där efternamnet hos en släktgren försvinner under flera generationer, för att plötsligt dyka upp igen långt senare. Till och med bland adeln förekommer detta fenomen, se Forstenasläkten, (adliga ätten nr 2), som ansågs utslocknad från ca 1660 till 1990, men där det visar sig finnas 29 nu levande adelsmän (med varierande efternamn)  och ännu fler "utgifta döttrar" och deras avkomma. 
Göta kanal byggdes åren 1810-1832 av 58000 soldater, varav säkerligen en hel del kom från de kanalen närbelägna orterna Fornåsa och Vånga, vars invånare knöts närmare varandra än tidigare. Det är således inte alls orimligt att tänka sig ett släktsamband mellan alla fyra Fornell-släkterna i Östergötland. Måhända mindre troligt är även ett samband med Fornell i Småland. Bevarade husförhörslängder är ofullständiga och ännu 2009 har ingen släktforskare lyckats påvisa de samband, som kanske finns. Till dess att någon eventuellt påvisar att ett samband finns är man tvungen att utgå ifrån att inga samband finns.
Modern släktforskning begränsar sig ej till de enkla sambanden "far, son och sonson", utan utvidgar forskningen till samtliga ättlingar efter en viss man eller kvinna. Även ingifta personer och sambopersoner och deras föräldrar medtages numera ofta i sådana förteckningar över ättlingar.  Se även Släktskapsrelationer.